# Jason Collins
Jason Collins, född 2 december 1978 i Los Angeles, Kalifornien, är en amerikansk basketspelare.
Jason Collins är NBA:s första öppet homosexuella spelare. Han kom ut 2013. Han valde tröjnummer 98 för att hedra Matthew Shepard, som mördades för att han var homosexuell 1998.
Jason Collins tvillingbror, Jarron Collins, har också spelat i NBA.